# Chaospoesie
Chaospoesie ist das fünfte Album der norddeutschen Punk-Rock-Band Drunken Swallows, das unter dem Label Remedy Records veröffentlicht wurde.

## Hintergrund
Im Vergleich zu den anderen Alben enthält Chaospoesie deutlich mehr Sozialkritik und auch die Arrangements sind ausgereifter.
Der Band war es wichtig, dass die Entwicklungen, die sie in den Jahren davor durchmachten, auch den Weg auf die Platte finden. Selbst gestecktes Ziel war es, ein Album zu schaffen, das ein Stück Zeitgeist festhält und das auch in einigen Jahren noch relevant ist.
Für das Lied Wo stehst Du? holte sich die Band Micro Bogumil von den Abstürzenden Brieftauben als Gastsänger.

## Titelliste
1. Intro – 0:46
2. Chaospoesie – 3:37
3. Ich lass mich fallen – 2:58
4. Feuer mit Feuer – 3:10
5. Vielleicht für immer – 3:11
6. Die schönsten Geschichten – 3:09
7. Ich tu's für Dich – 3:55
8. Wo stehst du? – 3:34
9. Keine Zeit für irgendwann – 2:47
10. Weiter als der Horizont – 2:42
11. Sie kriegen uns nicht – 3:26
12. Über den Dächern – 3:11

## Rezeption
Das Album bekam in der Rockpresse überwiegend positive Kritiken, so etwa in den Musikmagazinen Legacy, Hellfire oder Dark Music World, wo Autorin Julia Schuster das Fazit „Ein rundum solides Album, mit Ecken und Kanten. Ehrlich, direkt und ungeschönt“ vergab. Otti vom Nightshade-Magazin berichtete: „Je älter man wird, desto mehr neigt man im allgemeinen dazu, sich an den "Helden" der eigenen Jugend festzuklammern, was bei mir (punktechnisch) zum Beispiel Molotow Soda, Slime, Toxoplasma und Wizo wären. Die Drunken Swallows sind ein toller Beweis dafür, dass es sich immer lohnt, auch in der Gegenwart nach musikalischer Inspiration zu suchen. 2009 gegründet, machen die Jungs frischen Sound, der aber ähnlich zeitlos ist, wie der, den jene von mir soeben aufgelisteten Bands zu verantworten hatten und haben. Ihre Chaospoesie macht einfach Spaß und hält genau den Spirit hoch, den (zumindest für mich) Punk stets ausgemacht hat!“